# マイケル・マナッセリ
マイケル・マナッセリ（Michael Manasseri, 1974年2月28日 - ）は、アメリカ合衆国出身の俳優、映画監督、脚本家である。

## 出演作品

### 映画
- モスキートマン※（監督、脚本、制作も務める）
- 神さまお願い!
- ハッカー殺人事件を追え!